# Redleiten
Redleiten è un comune austriaco di 515 abitanti nel distretto di Vöcklabruck, in Alta Austria.